# Ральбиц-Розенталь
Ральбиц-Розенталь или Ра́льбицы-Ро́жант (нем. Ralbitz-Rosenthal; в.-луж. Ralbicy-Róžant) — коммуна в Германии, районный центр, расположен в земле Саксония. Подчиняется административному округу Дрезден. Входит в состав района Баутцен. Подчиняется управлению Ам Клостервассер. Занимает площадь 31,69 км².

## Административное деление
Входит в состав культурно-территориальной автономии «Лужицкая поселенческая область», на территории которой действуют законодательные акты земель Саксонии и Бранденбурга, содействующие сохранению лужицких языков и культуры лужичан. Официальным языком в населённом пункте, помимо немецкого, является лужицкий.
Коммуна подразделяется на 10 сельских округов:
- Гренце (Граньца)
- Кунневиц (Конецы)
- Ласке (Лазк)
- Ной-Шмерлиц (Бушенка)
- Ральбиц (Ральбицы)
- Розенталь (Рожант)
- Науслиц (Новослицы)
- Церна (Серняны)
- Шёнау (Шунов)
- Шмерлиц (Смердзаца)

## Население
Население составляет 1745 человек (на 31 декабря 2010 года).